# Drenovec pri Leskovcu
Drenovec pri Leskovcu este o localitate din comuna Krško, Slovenia, cu o populație de 35 de locuitori.